# Raymond Weil

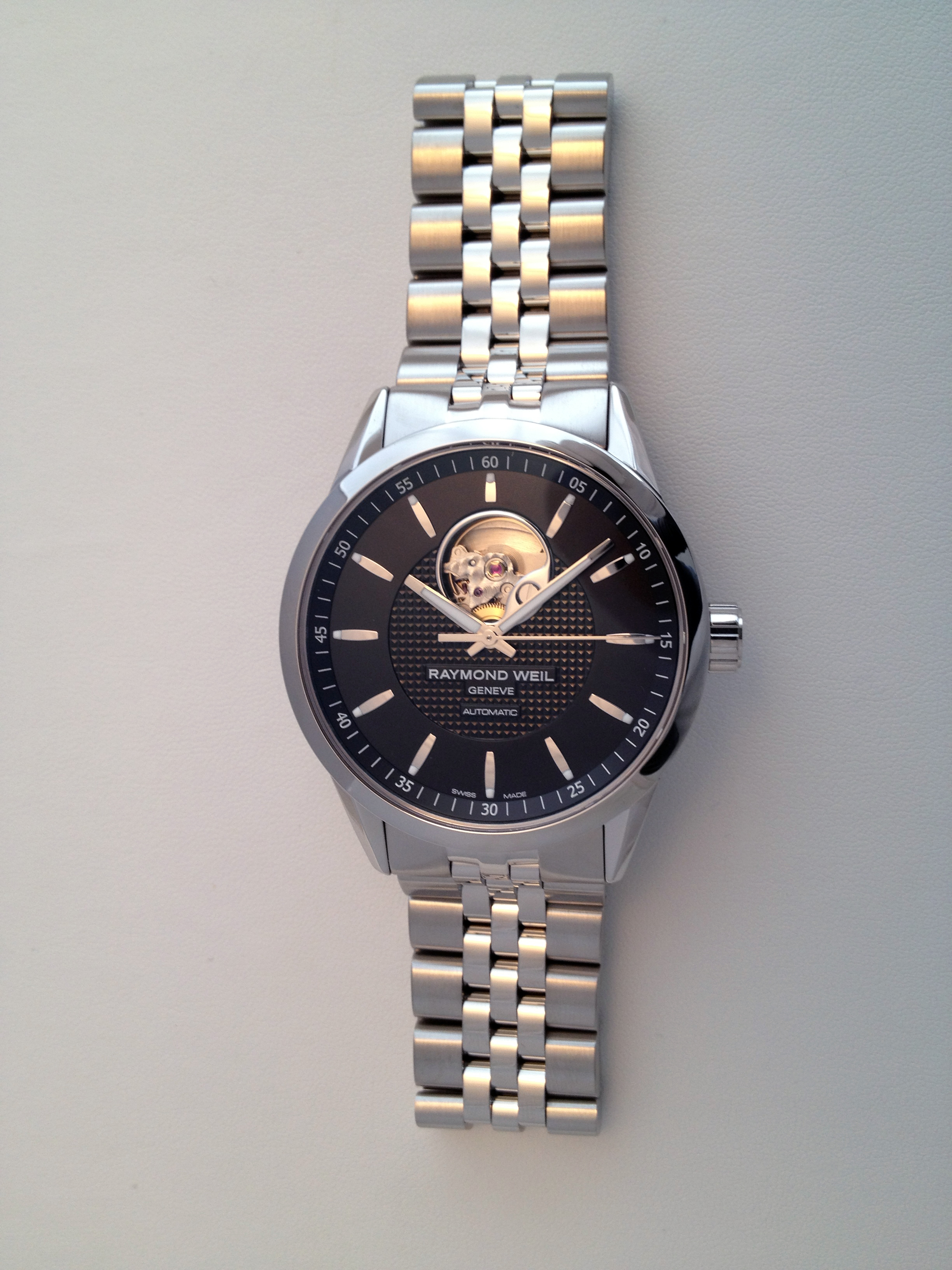
Freelancer 2710-st-20021 — Automatic open balance wheel — Steel on steel black dial 42mm

Raymond Weil — швейцарская компания, занимающаяся производством, распространением и продажей часов класса люкс. Она была основана в 1976 году в Женеве Раймоном Вейлем и на сегодняшний день является одним из последних независимых производителей швейцарских часов класса премиум.

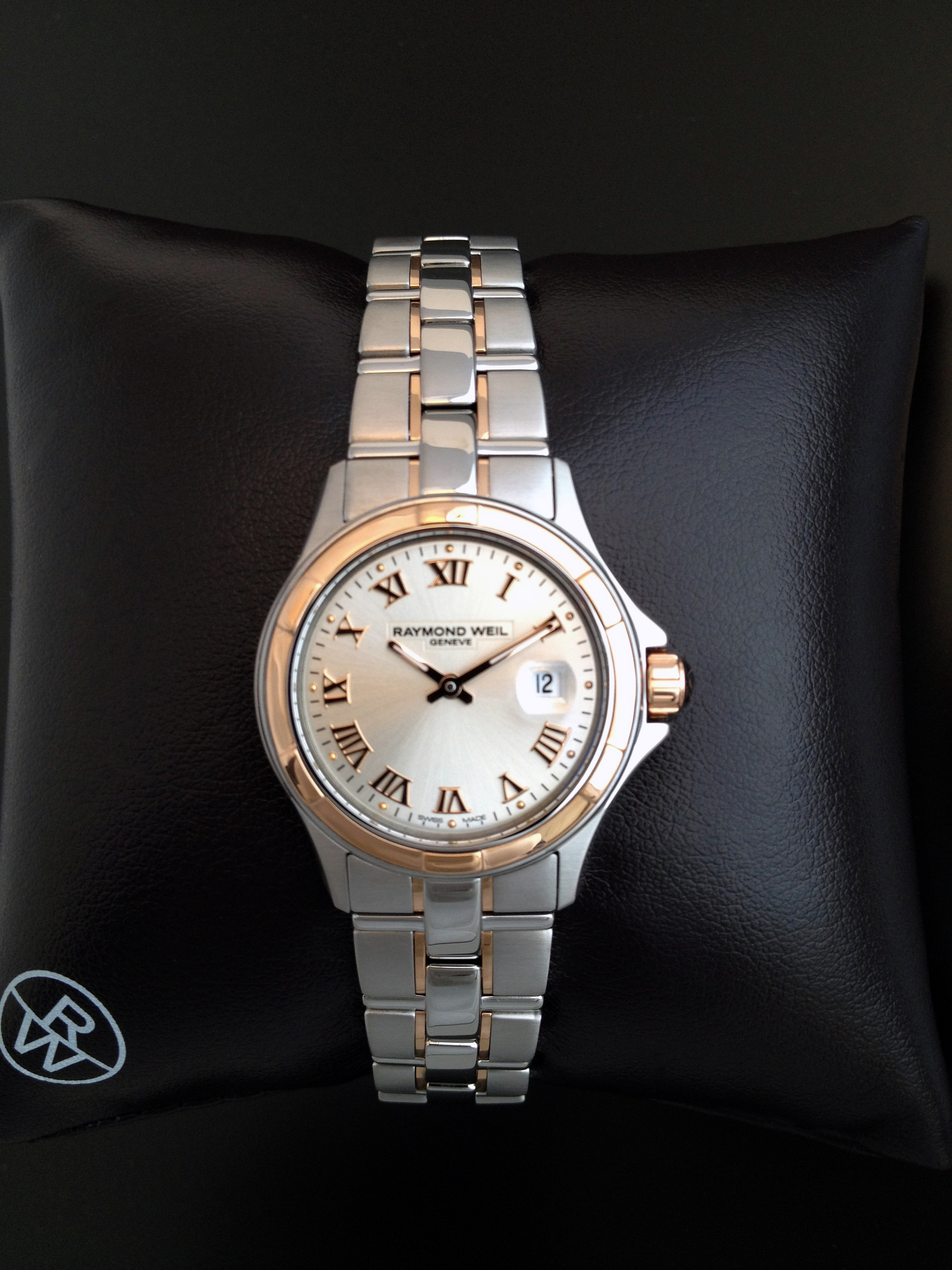
Parsifal 9460-sg5-00658 — Two-tone — Silver dial

## История
- 1976 год — В разгар кризиса часового дела Раймон Вейль создаёт компанию, получившую название в честь своего создателя и его внука Рафаэля Вейля.[2]
- 1982 год — Оливер Бернхайм, зять Раймона Вейля, начинает работу в семейной фирме. В 1996 г. он станет Президентом и Генеральным директором компании.[2]
- 1983 год — Выпущена коллекция часов "Amadeus", посвящённая одноимённому фильму режиссёра Милоша Формана.[3]
- 1986 год — Выпуск коллекции "Othello". Эта модель часов с ультратонким корпусом сыграет решающую роль в выходе марки на международный рынок.[2]
- 1988 год — Создание модели "Traviata", которая в корне изменила существовавшие на тот момент эстетические тренды.[2]
- 1991 год — Выпуск коллекции "Parsifal".[4]
- 1993 год — Рафаэль Вейль создаёт своё собственное подразделение, специализирующееся на определённом типе автоматического часового механизма.
- 1994 год — Рекламная кампания коллекции "Precision Movements" под руководством Джона Бута получает награду London International Advertising Awards.[2]
- 1995 год — Выпуск коллекции "Tango".[2]
- 1996 год — Выпуск коллекции "W1". Особый интерес представляет дизайн модели.
- 1998 год — Выпуск коллекции Saxo. Создание коллекции "Don Giovanni".[2]
- 1999 год — Создание Отдела научно-исследовательских и опытно-конструкторских работ, позволившее компании Raymond Weil полностью контролировать все этапы процесса разработки новых моделей часов. Разработка усложнения для функции GMT в модели "Don Giovanni Così Grande" с "прыгающим" часом. Создание удобной системы сменных браслетов для часов из женской коллекции "Shine".[5]
- 2001 год — Выпуск модели "Othello" в честь 25-летия марки.
- 2003 год — Международная презентация новой коллекции "Parsifal".
- 2006 год — Эли и Пьер Бернхайм, внуки Раймона Вейля, начинают работать в компании. Выпуск женской коллекции "Shine". Создание клуба "Raymond Weil Club" – первого клуба, созданного компанией-производителем часов.[2]
- 2007 год — Выпуск коллекций "Nabucco" и "Freelancer". Ребрендинг компании и создание нового слогана бренда: Independence is a state of mind (Независимость – это состояние души). Первое вручение Международной награды в области фотографии клуба RW Club.[6]
- 2009 год — Создание специальной серии Nabucco Rivoluzione. Выпуск новой коллекции женских часов "Noemia". Выпуск новой модели "Don Giovanni Così Grande" с "прыгающим" часом.

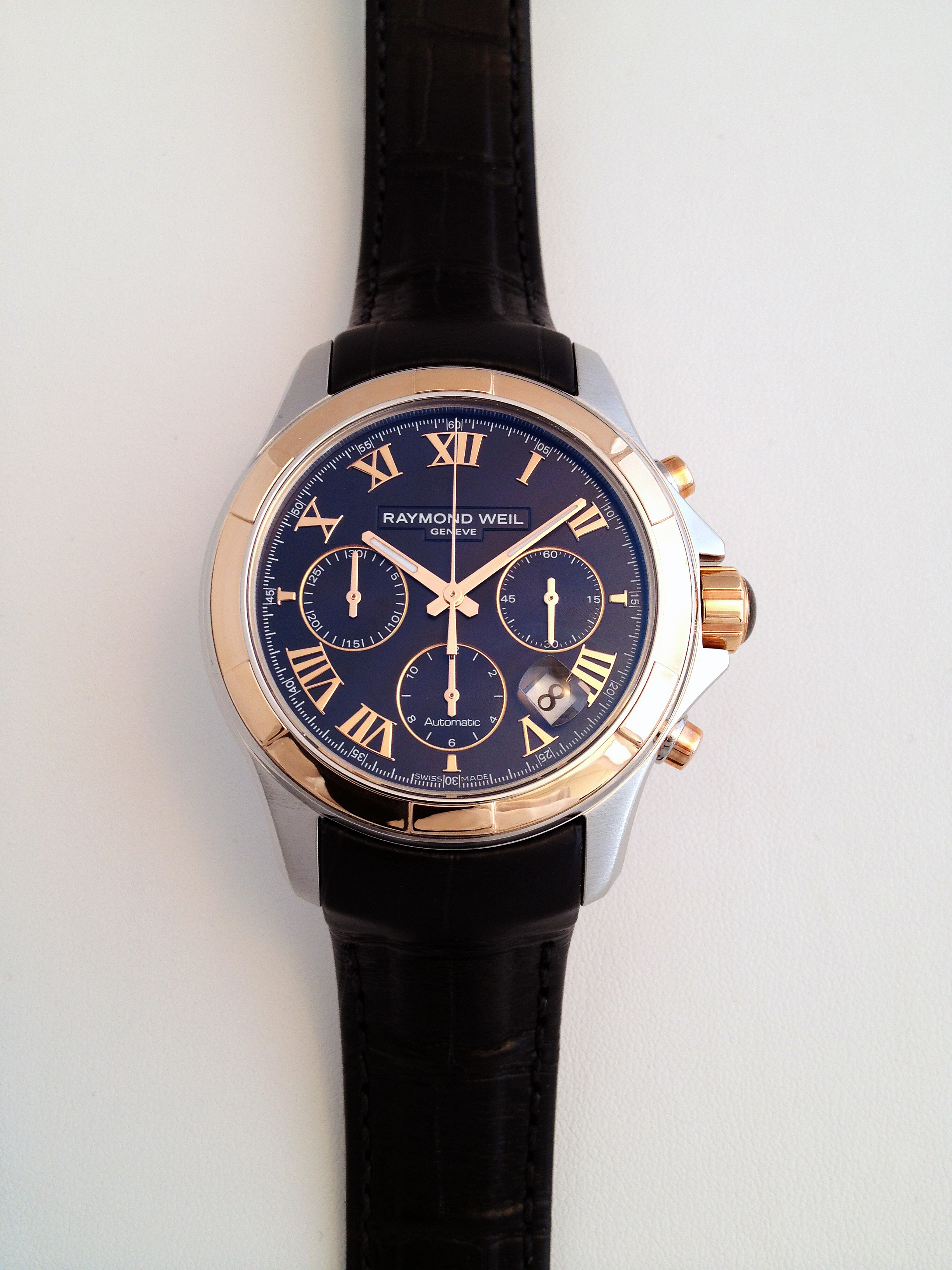
Parsifal 7260-sc5-00208 – Automatic chronograph -Two tone on leather strap

- 2010 год — Создание специальных серий Nabucco Va, Pensiero и Freelancer Summertime.
- 2011 год — Выпуск коллекции Jasmine и специальной серии Maestro 35th anniversary.
- 2012 год — Запуск очередной рекламной кампании, изображающей новые модели часов в окружении листов партитуры.   Выпуск коллекции Maestro Phase de Lune Semainer, первые автоматические часы от компании RAYMOND WEIL с указателями даты, дня недели, месяца, недели и фазы луны.
- 2013 год — Выпуск фильма о бренде «Точность – мое вдохновение» и запуск микросайта, которые проводят параллель между созданием музыкальных произведений и часов.[7][8][9]
- 2014 год — Выпуск коллекции Toccata. Эли Бернхайм, внук Раймона Вейля, становится во главе компании.[10][11][12][13]

## Создание
В 1976 году, в период кризиса часового дела, Реймон Вейль создал компанию и назвал её своим именем. После этого он организовал дистрибьюторскую сеть сначала в Европе, а затем и по всему миру.
В 1982 году к семейному бизнесу присоединяется зять Вейля Оливер Бернхайм, проработавший несколько лет в компаниях Heineken и Unilever в области маркетинга. В 1996 г. он становится президентом и генеральным директором компании и приступает к разработке стратегии присутствия бренда на мировом уровне.
В 2006 г. в компании начинают работать сыновья Оливера Бернхайма Эли и Пьер. Эли Бернхайм (соучредитель компании 88 RUE DU RHONE), исполняя обязанности маркетингового директора, занимается разработкой стратегии развития бренда, стараясь сохранить фирменный стиль семейного предприятия. Пьер становится директором по продажам, много путешествует и осваивает новые рынки.

## Развитие
Сначала компания Raymond Weil Genève открыла свои представительства в Европе и Великобритании, затем в Объединённых Арабских Эмиратах, а в начале 80-х гг. – в Соединённых Штатах Америки, Индии и по всему миру. В 1999 г. Оливер Бернхайм организовал отдел исследований и разработок с целью осуществления полного контроля над процессом производства часов. Проекты, предложенные отделом исследований и разработок, включают следующие усложнения: функция GMT (среднее время по Гринвичу) для двух часовых поясов модели Don Giovanni Così Grande, запатентованная система сменных браслетов для коллекции Shine, усложнение автоматического механизма – индикация фазы луны для коллекции Maestro.
В 2009 г. компания открыла дочернее предприятие в США – RW USA Corp., и прекратила сотрудничество со своим первоначальным дистрибьютором. Кроме того, в 2010 г. была создана компания RW India Pvt. Ltd. (100 % дочернее предприятие в Бангалоре) и открыто несколько эксклюзивных бутиков в Дели, Мумбае и Ченнае. В настоящее время часы Raymond Weil Genève продаются по всему миру.
В 2013 г. бренд прекратил договор дистрибуции для Великобритании и перешёл на договор об управлении, создав в апреле дочернюю компанию R. WEIL DISTRIBUTION UK LTD.
Помимо вышесказанного, компания расширяет своё присутствие в Интернете. Это первый бренд часов класса люкс, открывший клуб по обслуживанию покупателей. Первый часовой бренд класса люкс, появившийся в социальной сети Foursquare и ставший использовать платформу Fcommerce (Facebook commerce). В сентябре 2007 г. компания RAYMOND WEIL стала первым производителем часов класса люкс, создавшим остров в виртуальном мире Second Life. Присутствие бренда в Second Life и других социальных сетях является частью стратегического плана по освоению новых каналов коммуникации с целью налаживания более тесного общения с клиентами и информирования о ценностях бренда.

## Ключевые лица
Реймон Вейль (основатель) родился в Женеве в 1926 г. После получения диплома в области коммерции в 1949 г. он был принят на службу в Camy Watch S.A., швейцарскую компанию, занимающуюся производством часов, в которой он проработал 26 лет в должности менеджера. В 1976 г. в период кризиса, сказавшегося на часовой индустрии, он решил создать свою собственную компанию.
Реймон Вейль занимал несколько высоких должностей в различных профессиональных организациях, а именно являлся президентом Союза женевских производителей часов, вице-президентом Центра обучения специалистов часового дела (CFH), а также членом Федерации часовой промышленности (FH) и других ассоциаций работодателей. Помимо этого, до 1995 г. он был президентом Комитета экспонентов Международной выставки часов и ювелирных украшений в Базеле.
Реймон Вейль женат, имеет 2 дочерей и 6 внуков. Он увлекался классической музыкой и оперой, а также современным искусством. Любил летать на своём самолёте, право на управление которого получил в возрасте 56 лет.
Оливер Бернхайм (Президент). Родился в 1954 г. в Страсбурге (Франция), получил учёную степень в области юриспруденции в Страсбургской школе менеджмента.  Он начал свою карьерную деятельность в Кроненбурге, а затем перешёл в парижскую компанию Unilever на должность менеджера по развитию маркетинга.
В 1982 г. он присоединился к компании Raymond Weil Genève S.A., а в 1996 г. стал её президентом и генеральным директором.  В его задачу входило изменение, развитие и утверждение имиджа и международного присутствия семейного бренда без потери им своей уникальности.  Разделяя интерес г-на Вейла к музыке и искусству, Оливер Бернхайм придал вселенной бренда соответствующее направление. В 1999 г. он основал отдел исследований и разработок.
Оливер Бернхайм – наполовину швейцарец и француз, женат на старшей дочери г-на Вейла Диане, профессиональной пианистке. У них трое детей – Эли, Пьер и Ноеми.
Эли Бернхайм (Генеральный директор) – старший сын Оливера Бернхайма. Окончив престижный институт École hôtelière de Lausanne и создав свою собственную компанию, занимающуюся импортом и экспортом текстильной продукции, в 2006 г. Эли присоединился к семейному бизнесу. В его задачу входит планирование стратегического развития бренда. Как его отец и дед, Эли любит музыку и получил профессиональный диплом по классу виолончели. Его разнообразные проекты и наработки предусматривают обновление коллекций, внесение изменений в фирменный стиль компании Raymond Weil Genève, создание новых рекламных кампаний для женских и мужских моделей часов с участием знаменитого швейцарского фотографа Джоэл фон Аллмен (Joël von Allmen) и рекламной коллекции Nabucco. В апреле 2014 года Эли Бернхайм стал генеральным директором компании.
Пьер Бернхайм (Управляющий) – внук г-на Вейля и средний сын Оливера Бернхайма, начал работать в компании с 2006 г. Помимо изучения бухгалтерского учёта, Пьер окончил курс международного предпринимательства и администрирования при Высшей школе управления La Haute École de Gestion в Женеве. Проявляя интерес к финансовой сфере, он работал в отделе по управлению активами организаций в банке Mirabaud, одном из самых популярных частных банков Швейцарии. Увлекается авиацией и получил несколько сертификатов по управлению воздушным транспортом: удостоверение на управление самолётом, удостоверение на выполнение фигур высшего пилотажа и удостоверение на управление гидросамолётом.

## Коллекции
- Toccata (2014 г.): Созданная в 1996 году коллекция Toccata была обновлена и выпущена повторно в 2014 году. В ней воплощена дань уважения композиторскому искусству. Данная модель часов предусматривает кварцевый механизм.[10][11]
- Jasmine (2011 г.): Коллекция женских часов Jasmine предлагает модели двух диаметров с автоматическим механизмом и в кварцевом исполнении.
- Maestro (2010 г.): Коллекция Maestro представлена женскими и мужскими моделями. В 2011 г. была дополнена часами Maestro phase de lune, которые, как предполагает само название, снабжены функцией индикации фазы луны. Этот же год отмечен созданием юбилейного выпуска часов Maestro в честь 35-летия деятельности компании в часовой индустрии, а также специального выпуска в помощь Международному союзу по борьбе с раком (UICC).
- Noemia (2009 г.): Коллекция посвящена внучке г-на Вейла – Ноеми. Представлена женскими моделями часов двух диаметров, выполненных исключительно в кварцевом исполнении. Специальный выпуск Noemia Sweet October разработан в 2010 г. в помощь фонду против рака груди им. Сьюзен Г. Комен – Komen for the Cure.
- Nabucco (2007 г.): Коллекция мужских механических часов диаметром 46 мм и водонепроницаемостью до 200 метров.
- Freelancer (2007 г.): Коллекция автоматических часов для мужчин и женщин. Она была создана внуками Раймонда Вела в его честь. В некоторых моделях часов из коллекции "Freelancer" хорошо виден часовой механизм.[3]
- Shine (2006 г.): Коллекция женских часов со сменными браслетами. Каждые часы продаются в комплекте с металлическим браслетом и браслетом из кожи аллигатора. Корпус часов изготовлен из 18-каратного розового золота и украшен бриллиантами. В настоящее время выпуск данной коллекции прекращен.
- Don Giovanni Così Grande: Коллекция мужских часов, ставших официальными часами ежегодной церемонии вручения музыкальных наград Brit Awards в 2009 году. Модели из коллекции Don Giovanni Così Grande являются полностью механическими. В настоящее время выпуск данной коллекции прекращен.
- Don Giovanni (1998 г.): Компания Raymond Weil Genève создала данную коллекцию по прошествии 14 лет после выпуска часов Amadeus, выразив дань уважения на этот раз австрийскому композитору Моцарту. В настоящее время выпуск данной коллекции прекращен.
- Flamenco (1998 г.): Данная коллекция часов в очередной раз продемонстрировала преданность искусству со стороны Raymond Weil Genève Представлена женскими и мужскими моделями. В настоящее время выпуск данной коллекции прекращен.
- Saxo (1998 г.): Коллекция Saxo выпущена в качестве дани уважения джазовой музыки, предусматривает мужские и женские модели с автоматическим подзаводом или в кварцевом исполнении. В настоящее время выпуск данной коллекции прекращен.
- Allegro (1998 г.): Коллекция женских и мужских часов Allegro в основном представлена моделями со стальным и позолоченным покрытием, снабжёнными функцией хронографа, с автоматическим подзаводом или в кварцевом исполнении. В настоящее время выпуск данной коллекции прекращен.
- Tema (1998 г.): Коллекция Tema представлена женскими моделями в стиле «ар деко». Это первая коллекция часов RAYMOND WEIL с дизайном, напоминающим ювелирные украшения. Выполнена исключительно в кварцевом исполнении. В настоящее время выпуск данной коллекции прекращен.
- W1 (1997 г.): Коллекция W1 была задумана с целью придания бренду оттенка новизны и привлечения внимания молодого и стильного поколения. Представлена мужскими и женскими моделями с циферблатами 6 различных оттенков. Модели W1 были первыми часами Raymond Weil Genève, частично выполненными из углеродного волокна. В настоящее время выпуск данной коллекции прекращен.
- Duo jubilee (1996 г.): Юбилейная коллекция, представленная в ограниченном количестве, была разработана в честь 20-летия бренда. Циферблат с индикацией даты с учётом двух различных часовых поясов и двойной кварцевый механизм. В настоящее время выпуск данной коллекции прекращен.
- Tango (1995 г.): Коллекция, включающая в себя как классические модели, так и модели, выполненные в более современном стиле.[2]
- Tradition (1994 г.): Модели из коллекции "Tradition" выпускаются как в механическом, так и в кварцевом исполнении. Модели с кварцевым механизмом отличаются круглой формой и имеют более простой дизайн, чем механические модели.[2]
- Parsifal (1991 г.): Коллекция механических часов с автоматической подзаводкой, включающая в себя модели как для мужчин, так и для женщин.[2]
- Traviata (1988 г.): Благодаря тому, что циферблаты были украшены цветами различных оттенков, данная коллекция часто называлась «витражное стекло». Представлена исключительно женскими моделями часов, выпуск которых в настоящее время прекращён.
- Othello (1986 г.): Эта юбилейная коллекция была выпущена в честь 10-летия компании Raymond Weil Genève, которая представила своё первое усложнение механизма часов – индикацию фазы луны (коллекция Othello moon phase). Часы Othello стали популярны благодаря своему ультратонкому корпусу (толщиной 1,2 мм). В 2001 г. коллекция была выпущена повторно в честь 25-летия бренда и по этому случаю была связана с музыкальной группой Bond. В настоящее время выпуск данной коллекции прекращен.
- Fidelio (1985 г.): Коллекция была названа в честь единственной оперы Бетховена. Модели часов имели как круглый, так и прямоугольный корпус. В настоящее время выпуск данной коллекции прекращен.
- Amadeus (1983 г.): Данная коллекция положила начало традиции называть коллекции, черпая вдохновение в музыке и искусстве. Названная в честь австрийского композитора классической музыки Моцарта, выпущенная коллекция была посвящена одноимённому фильму режиссёра Милоша Формана, получившему признание критиков. В настоящее время выпуск данной коллекции прекращён. В 1992 г. в свет вышла коллекция Amadeus 200 – первая спортивная модель часов (водонепроницаемостью до 200 метров). В настоящее время выпуск данной коллекции прекращен.
- Golden Eagle (1979 г.): – Часы этой коллекции выпускались исключительно в кварцевом исполнении и отличались спортивным корпусом восьмиугольной формы.  В настоящее время выпуск данной коллекции прекращен.

## Специальные модели
- Don Giovanni Così Grande: Новая высокотехнологичная модель механических часов с утончённым дизайном. Часовая стрелка заменена большим окошком с цифрами на отметке 12 часов. В задней части корпуса виден часовой механизм, защищённый сапфировым стеклом. Часы выпускаются с одним из двух браслетов на выбор: чёрным браслетом из кожи аллигатора или стальным браслетом с системой безопасности double-push.[3]
- Nabucco Rivoluzione: Часы Nabucco Rivoluzione отличаются характерным дизайном механических часов из коллекции Nabucco. Корпус диаметром 46 мм и круглый безель с тахометром выполнены из высокопрочных материалов: титана, стали и углеродного волокна. Под двусторонним сапфировым стеклом с антибликовым покрытием толщиной 2,5 мм располагаются три таймера и окно даты. Часы Nabucco Rivoluzione выпускаются с браслетом из кожи нильского крокодила.
- Nabucco Cuore Caldo: Двойной хронограф с двумя секундными стрелками Nabucco Cuore Caldo оснащён индикатором запаса хода на 42 часа и таймером. Эта модель из коллекции Nabucco, выпущенная ограниченным тиражом, изготовлена из стали, титана, углеродного волокна и 18-каратного розового золота. Циферблат надёжно защищён сапфировым стеклом с антибликовым покрытием толщиной 2,5 мм.
- Автоматический хронограф из коллекции "Freelancer": Отличительными чертами автоматического хронографа из коллекции "Freelancer" являются механизм с автоматическим подзаводом, совершающий 28 800 вибраций в час, и запас хода на 46 часов. Хронограф запускается и останавливается простым нажатием кнопки, расположенной у отметки 2 часа. С помощью кнопки, находящейся у отметки 4 часа, его значение можно обнулить. Диаметр корпуса этих часов составляет 42 мм. Они выпускаются с двумя разными видами браслетов на выбор: с тёмно-коричневым кожаным ремешком или стальным браслетом с системой безопасности double-push.
- Shine: Коллекция женских часов "Shine" включает в себя четырёхугольные модели, защищённые гнутым стеклом и инкрустированные бриллиантами. Каждые часы продаются в комплекте с сатиновым браслетом и браслетом из полированной стали, легко заменяемыми благодаря запатентованной системе сменных браслетов.[2]

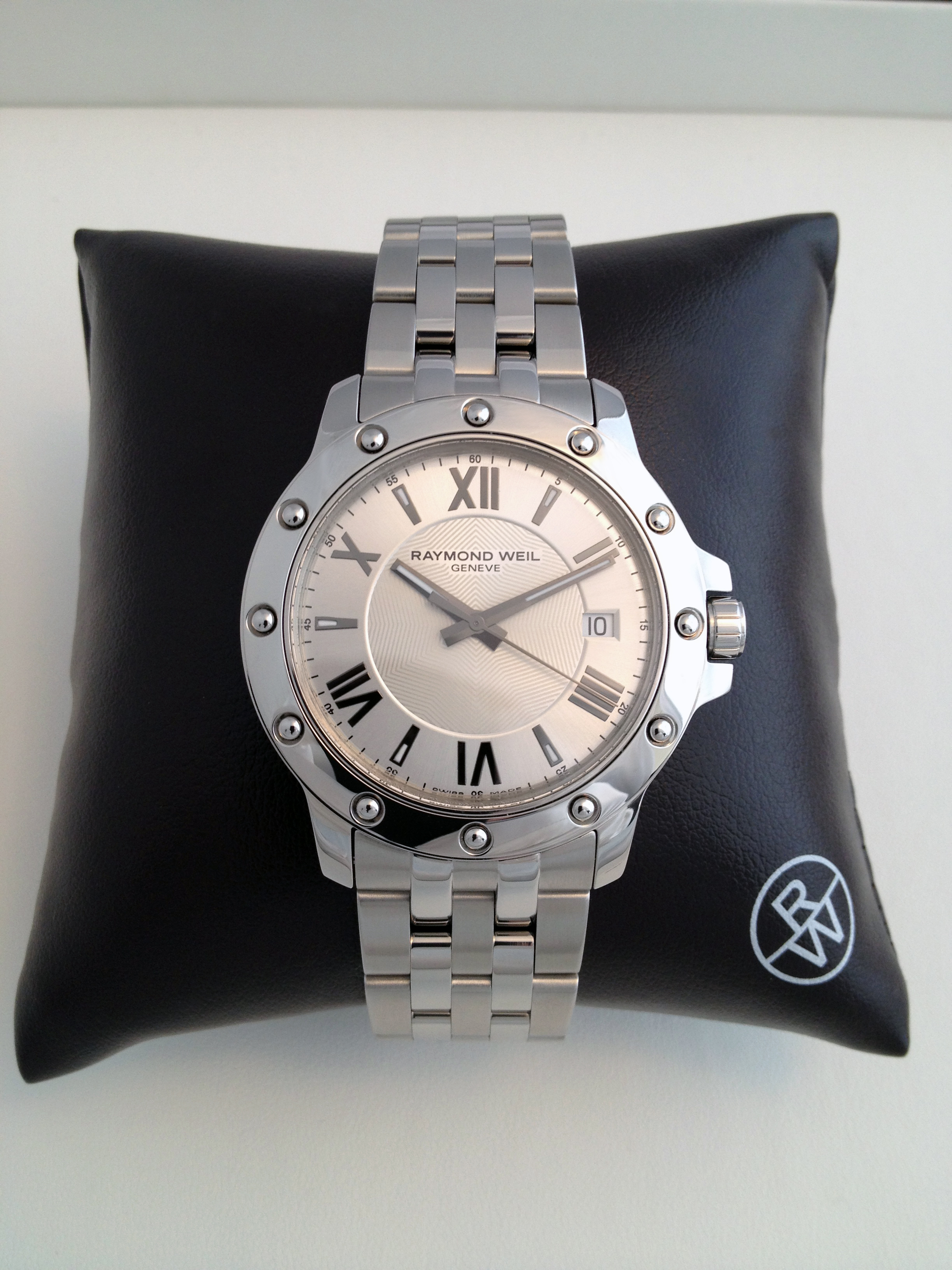
Tango-5599-st-00659

## Реклама
- Часы впервые были связаны с искусством в 1983 г. при запуске рекламной кампании Amadeus, посвящённой одноимённому фильму режиссёра Милоша Формана. Начиная с этого момента, практически все названия коллекций ассоциировались с музыкой.[28]
- В 1989 г. бренд приступает к рекламной кампании Eternity («Вечность») в Исландии и связывает с ней новый слоган: «Когда время — часть мироздания».  Съёмка часов производилась с использованием таких стихий, как вода, земля, воздух и огонь.[28]
- В 1994 г. стартовала рекламная кампания Precision Movements («Точные движения»), которая, по всей вероятности, является одной из самых популярных, поскольку была поставлена Джоном Бутом при участии известного фотографа Луа Гринфилд.  Изображение танцоров в полёте символизировало дух рекламной кампании. В 1995 г. кампании была присуждена лондонская международная премия в области рекламы London International Advertising Award. Она подтверждала имидж RAYMOND WEIL как бренда, приверженного искусству.[28][29]
- В 1998 г. была запущена рекламная кампания Celebrate the Moment («Наслаждайся моментом»), которая подчеркнула верность компании Raymond Weil Genève музыке, искусству и культуре.
- Рекламная кампания Time to Celebrate («Время праздновать») вышла в свет в 2003 г. Съёмки были основаны на изображении часов на чёрном фоне с резкими тенями.
- В 2005 г. в рекламной кампании Raymond Weil Genève приняла участие актриса Шарлиз Терон, ставшая на несколько месяцев представителем бренда.
- Новая рекламная кампания Nabucco и слоган Independence is a State of Mind («Независимость – состояние души») вышла в свет в 2007 г. Она демонстрирует стремление владельца Nabucco к свободе и независимости.
- Precision is my inspiration («Точность – мое вдохновение» 2011 г.) – последняя рекламная кампания, созданная брендом и изображающая мужчину и женщину в насыщенной музыкой вселенной. Съёмки проходили в женевском Виктория-холле. Бренд сменил свой прежний слоган «Независимость – состояние души» на новый: «Точность – мое вдохновение».[30][31][32][33][34]
- В 2013 г. вместе с запуском специального микросайта был выпущен корпоративный фильм с одноимённым названием, рассказывающий о привязанности бренда к музыке. В фильме проведена параллель между созданием часов и музыкального произведения. Этот микросайт получил несколько наград.[35][36]

## Благотворительные аукционы
Борьба против рака. Компания приняла участие в нескольких благотворительных акциях, большая часть которых была посвящена борьбе против рака, и организовывала в течение нескольких лет онлайн-продажи часов, выпущенных ограниченным тиражом.  Собранные средства были направлены в такие благотворительные организации, как Международный союз по борьбе с раком (UICC), Komen for the Cure (Движение против рака груди им. Сьюзан Комен), Фонд исследования рака груди, Сингапурское общество по изучению рака и онко-гематологическое отделение Университетской больницы Женевы (HUG).
Онко-гематологическое отделение Университетской больницы Женевы (HUG). Помимо организации онлайн-продаж в поддержку Онко-гематологического отделения Университетской больницы Женевы, брендом были предприняты и другие действия. В рамках проведения выставки BASELWORLD 2012 компания Raymond Weil Genève предложила к продаже на своей странице в Facebook часы коллекции Maestro в количестве 5 экземпляров с выгравированной надписью maestro Mouvement d’Espoir – Edition Spéciale 2012. Вырученная от продажи сумма была увеличена компанией Raymond Weil Genève вдвое и направлена в качестве пожертвования в педиатрическое гемато-онкологические отделение Университетской больницы Женевы.
Фонд VH1 Save The Music (“Спасем Музыку”). Поскольку сердце вселенной бренда всегда было наполнено музыкой, о чем свидетельствуют названия коллекций часов и различные рекламные кампании, а также в целях утверждения своего влияния на окружающий мир в 2011 г. компания Raymond Weil Genève приступила к сотрудничеству с фондом VH1 Save The Music Foundation по проведению благотворительной деятельности по восстановлению программ музыкального образования в Соединённых Штатах Америки. Сотрудничество началось в 2011 г. с просьбы на официальной странице бренда в Facebook. Нажав кнопку, поклонники могли добавить 1 доллар США к общей сумме счётчика. Счётчик обновлялся с каждым новым кликом и показывал сумму, которую компания Raymond Weil Genève должна была внести в качестве пожертвования. Кроме того, швейцарский производитель был партнёром церемонии вручения премии Elle Women на музыкальном шоу, организованном фондом VH1 Save The Music Foundation в Голливуде в апреле 2012 г., и выставил на аукционную продажу часы, подписанные знаменитостями (среди которых были Джесси Джей, Элли Гулдинг, Николь Шерзингер и О Лэнд). Полученные от аукционной продажи средства были пожертвованы фонду VH1 Save The Music Foundation.
Центр музыкальной терапии Nordoff-Robbins. Nordoff-Robbins – одна из крупнейших музыкально ориентированных благотворительных организаций Великобритании. С 2000 г. компания RAYMOND WEIL выступала в качестве партнёра, создавая эксклюзивные модели часов при участии знаменитостей, таких как певец Лемар и солист группы Jamiroquai Джей Кэй. Эти часы были выставлены на аукционную продажу во время проведения ежегодной церемонии награждения Silver Clef Lunch, а полученные от продажи средства были пожертвованы центру Nordoff-Robbins. В 2013 г. музыкальная группа Vampire Weekend была удостоена награды RAYMOND WEIL International Artist.
Всемирный фонд дикой природы (WWF). В 2007 г. компания Raymond Weil Genève стала официальным партнёром гала-бала Panda Ball Gala, проводимого Всемирным фондом дикой природы (WWF) в Монтрексе (Швейцария). В рамках проведения мероприятия была организована лотерея Panda Ball lottery с целью сбора средств, направленных на защиту Средиземного моря, а компания RAYMOND WEIL предоставила главный приз – часы Parsifal, покрытые золотом в 18 карат и украшенные бриллиантами.

## Участие в искусстве и музыке
«Альберт-холл» укрепил своё позиционирование в качестве бренда, принимающего активное участие в музыкальной индустрии.
Wired. В 2013 г. компания RAYMOND WEIL начала сотрудничество с Wired, лондонской платформой, посвящённой живой музыке, которая способствует продвижению музыкантов.
Celebrity Charades («Шарады знаменитостей»): В 2012 и 2013 гг. RAYMOND WEIL стала партнёром театральной компании Labyrinth Theater Company и других участников ежегодной встречи Annual Benefit Gala.
В 1986 году г-н Вейл создал Bourse RW с целью поддержки молодых музыкантов, предоставляя им возможности выступить с сольными концертами вживую или по радио.
Brit Awards. С 2008 г. компания Raymond Weil Genève была официальным часовым брендом-партнером Brit Awards – ежегодной церемонии вручения музыкальных наград Великобритании. Ежегодно компания создаёт специальный выпуск часов для предоставления в качестве награды каждому презентеру, номинанту и музыканту. В 2012 г. в Лондоне перед церемонией вручения наград компания организовала и провела праздничный ужин pre-Brit dinner party с участием нескольких наиболее успешных британских музыкантов.
Classic Brit Awards. В 2011 г. компания Raymond Weil Genève, укрепила сотрудничество с Британской ассоциацией звукозаписи (BPI) посредством Brit Awards, став партнёром Classic Brit Awards – ежегодной церемонии вручения музыкальных наград Великобритании в области классической музыки. Исполнителям, презентерам и победителям данного мероприятия компания Raymond Weil Genève вручила часы Maestro специального выпуска, произведённые в ограниченном тираже. На каждом экземпляре часов был выгравирован логотип Classic BRIT Awards 2011.
Live From the Artists Den: Компания RAYMOND WEIL является партнёром американского телевизионного музыкального шоу «Live from the Artists Den» («Живые выступления от Artists Den»).
SSE Hydro: Компания RAYMOND WEIL является официальным часовым партнёром концертного комплекса SSE Hydro, расположенного в городе Глазго (Шотландия).

## Знаки отличия и награды
В 2007 г. кантон Женевы и Управление по развитию индустрии и технологий (OPI) совместно с Торгово-промышленной палатой Женевы (CCIG) присудили женевскому производителю часов премию Industry Award 2007. Главная цель премии Industry Award, первоначально предложенной городом Женева в 1985 г., заключается в поощрении и продвижении промышленных инновационных организаций Женевы, способных адаптироваться к меняющимся условиям.
По завершении опроса «Награды читателей, путешествующих с авиакомпанией easyJet», стартовавшего летом 2009 г., в 2010 г. компания Raymond Weil Genève была выбрана пассажирами авиакомпании easyJet в качестве лучшего часового бренда. Пассажиры голосовали в режиме онлайн, выбирая любимую продукцию, места и услуги. Швейцарский производитель часов получил 110 000 голосов.
Микросайт, посвящённый рекламной кампании под девизом «Точность – мое вдохновение» был удостоен различных наград за дизайн и инновации: FWA Award (как «Лучший сайт дня» по версии FWA), CSSA (как «Лучший сайт»), Awwwards (как «Лучший сайт дня»), French Design Index (как «Лучший сайт дня»), html Inspiration (как «Самый любимый сайт»), One Page Love (как «Самый любимый сайт») CSSWINNER (как «Победитель дня»), Design Licks (как «Лучший сайт дня»).

## Краткие сведения о международной деятельности
Головной офис компании находится в Женеве, а её представительства располагаются в 90 странах мира. Магазины Raymond Weil уже открыты в Дубае, Дохе, Абу-Даби, Омане, Лахоре и Сингапуре, и их количество постоянно растёт.
Объём продаж часов Raymond Weil на всех рынках стабильно увеличивается. В 2011 году он составил около 200 миллионов швейцарских франков. Особое внимание компания уделяет развитию рынков на территории Азии, России и Индии в связи с высоким экономическим потенциалом этих регионов.